# Оберёнц
Оберёнц (нем. Oberönz) — коммуна в Швейцарии, в кантоне Берн. 
Входит в состав округа Ванген. Население составляет 915 человек (на 31 декабря 2006 года). Официальный код — 0984.